# ستيفاني ريد
ستيفاني ريد هي عداءة سريعة كندية، ولدت في 26 أكتوبر 1984.

## روابط خارجية
- ستيفاني ريد على موقع Paralympic.org (الإنجليزية)
- ستيفاني ريد على موقع Paralympic.org (الإنجليزية)
- ستيفاني ريد على موقع اللجنة البارالمبية البريطانية (الإنجليزية)